# 中山门 (西安)
34°15′57″N 108°57′59″E / 34.26579°N 108.96649°E

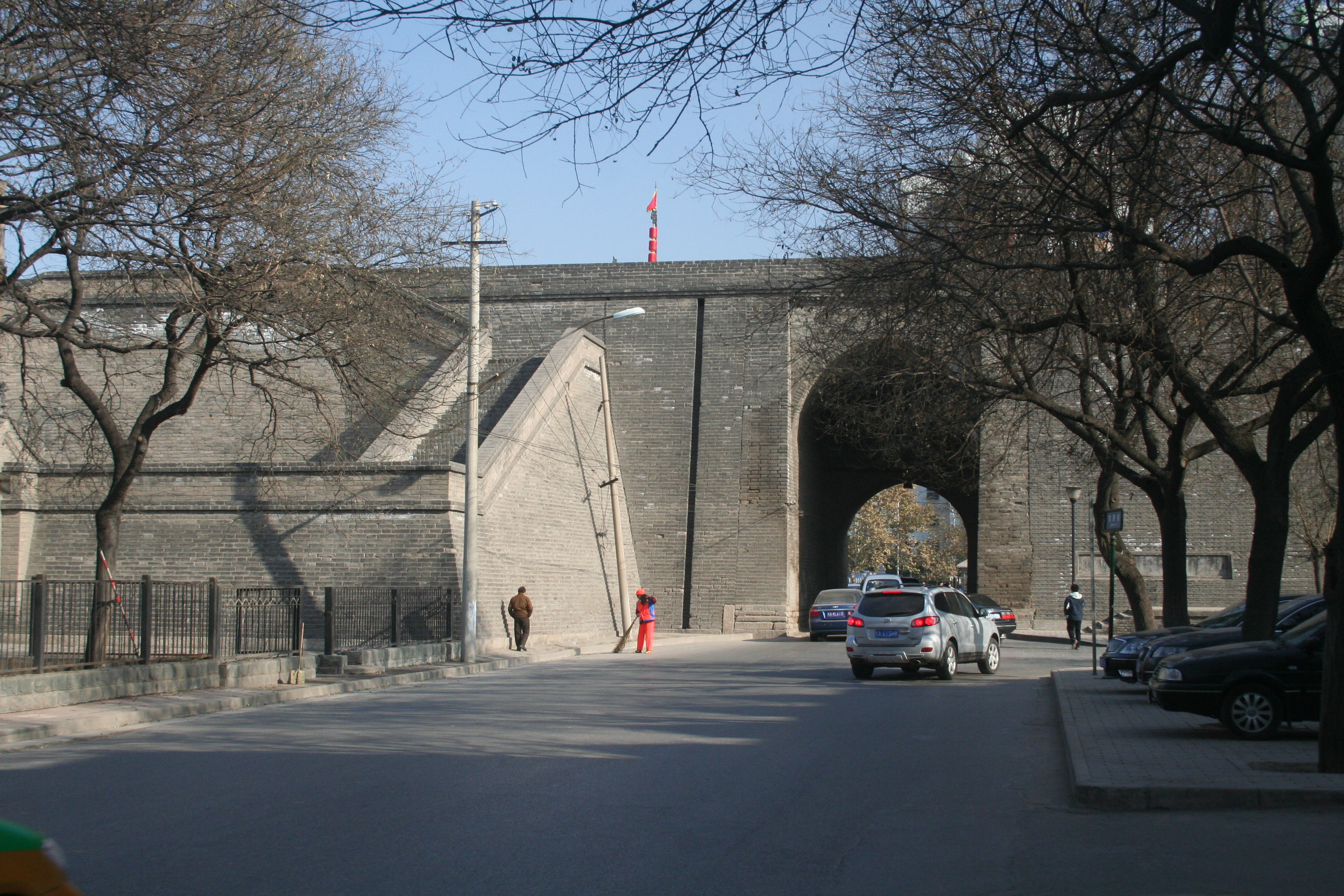
中山门

中山门，是西安城墙东侧的一座城门，俗称“小东门”，位于长乐门以北，东新街东端。1927年开辟，以纪念国民革命领袖孙中山而得名。

## 历史

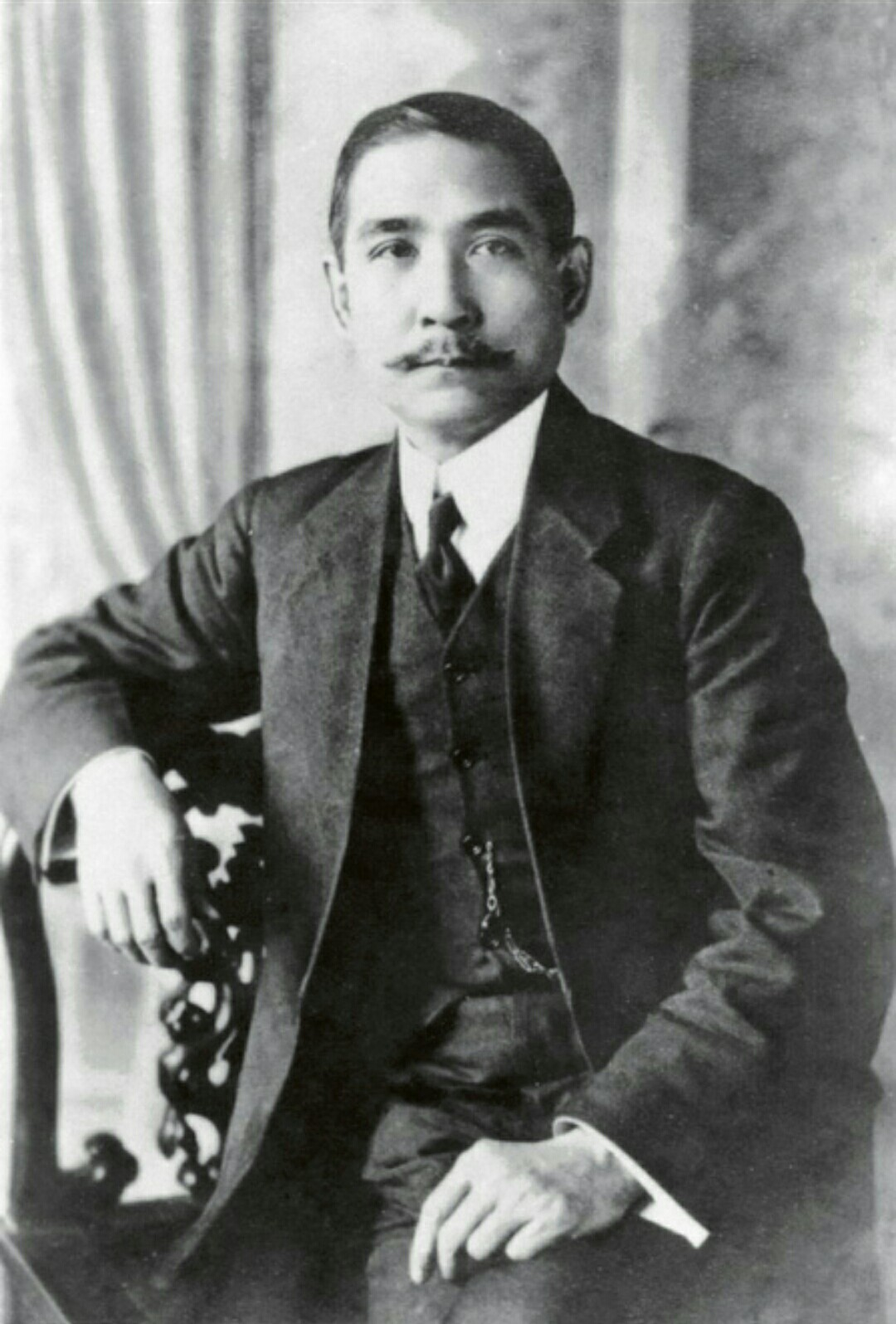
孫中山

民国16年（1927年），西北国民联军总司令冯玉祥督陕驻新城，阔建清代满城内东西大街为东新街，并于街东端城墙开辟城门，于敌台两侧各砌一个券洞。时值孙中山先生逝世两周年，便以“中山”之号命名城门，以纪念国民革命领袖。中山门并列的两个门洞，亦分别取名“东征门”和“凯旋门”，以表示国民革命军北伐必胜之决心与深意。同年5月1日，冯玉祥率部东出潼关参加北伐，即由中山门出城。
因中山门开辟之前，东城墙仅有东门长乐门一座城门，故中山门被民众俗称为“小东门”。
2014年之前，中山门北侧门洞原存中华民国时期的木质城门板，当时也是西安城墙各城门中，唯一一处保存着门板的城门。2014年城门板被拆除。

## 地理位置
中山门外，南北向为环城东路（北段），门内南北向为顺城东路（北段）。中山门向东（城外）连接伍道什字西街，向西（城内）连接东新街。